# Międzygórz
Międzygórz is een plaats in het Poolse district  Opatowski, woiwodschap Święty Krzyż. De plaats maakt deel uit van de gemeente Lipnik en telt 300 inwoners.